# 紐倫堡電訊塔

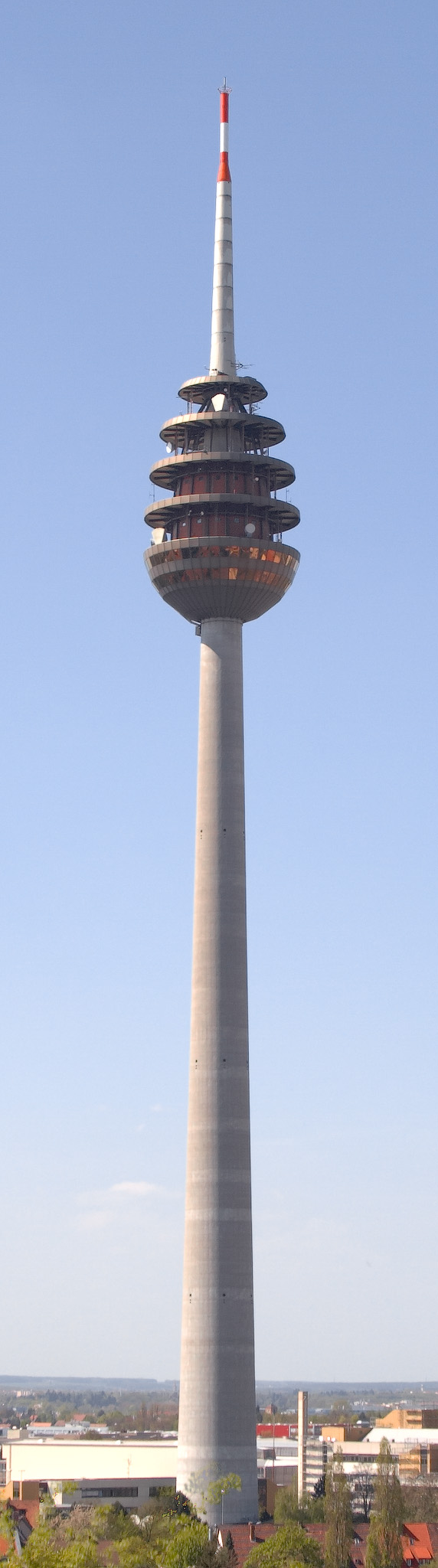
紐倫堡電訊塔

紐倫堡電訊塔（Fernmeldeturm Nürnberg）是德國巴伐利亞州城市紐倫堡的一座高塔，也是巴伐利亞州最高的建築物。紐倫堡塔修建於1977年至1980年期間，高292米。紐倫堡電訊塔的主要功能是中繼無線電訊號。自2009年開始，紐倫堡塔在194米處新設了觀景台，遊客可以在此一覽紐倫堡市全景。

## 外部連結
- Structurae数据库中Nuremberg Transmission Tower的数据

- http://skyscraperpage.com/cities/?buildingID=447 （页面存档备份，存于）

49°25′34″N 11°02′20″E / 49.42611°N 11.03889°E